# Wulgata
Wulgata (łac. versio vulgata, przekład rozpowszechniony, popularny) – przekład Biblii na łacinę, dokonany przez Hieronima ze Strydonu w latach 382–406 z języków oryginałów: hebrajskiego i greki. Przekład miał na celu dostarczenie Kościołowi jednolitego tekstu. Nowy Testament był rewizją tekstu starołacińskiego, a Stary Testament w większej części był nowym przekładem. Nie jest pewne, w jakiej części Hieronim przetłumaczył Nowy Testament.
Przekład Hieronima spotkał się z krytyczną oceną współczesnych. Zarzucano mu odejście od tekstu Septuaginty, niemniej praca Hieronima stopniowo zdobyła sobie uznanie. Ponownej krytyce poddana została w wieku XVI przez humanistów, a następnie protestantów.
Tekst Wulgaty szybko uległ skażeniu i w średniowieczu dokonano kilku prób jego zrewidowania (Alkuin, Theodulf, Lanfrank z Bec, Stefan Harding), lecz żadna z nich nie była w pełni udaną ani nie zmierzała do odtworzenia oryginalnego tekstu Hieronima i – jak oceniają współcześni krytycy tekstu – próby te przyczyniły się do powiększenia zamieszania, dlatego w końcu średniowiecza powstały correctoria. Naukowe próby odtworzenia oryginalnego tekstu Hieronima zostały podjęte dopiero w końcu XIX wieku.
Wulgata w całej swojej historii miała wielu krytyków, ale pomimo tego była najważniejszym tekstem dla średniowiecznej Europy Zachodniej, a i na nowożytność wywarła niemały wpływ. Dzieło Hieronima było pierwszą książką wydaną drukiem (Biblia Gutenberga). W wiekach XVI–XX ukazało się wiele krytycznych wydań. Przez ponad tysiąc lat, aż po wiek XX, była podstawowym tekstem Kościoła zachodniego, a do XXI wieku zachowało się ponad 8 tysięcy jej rękopisów.

## Powstanie przekładu

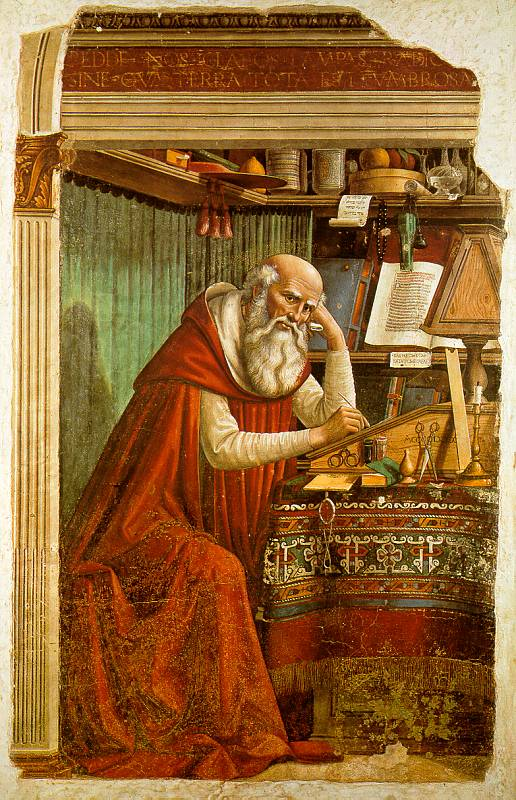
Św. Hieronim w trakcie pracy

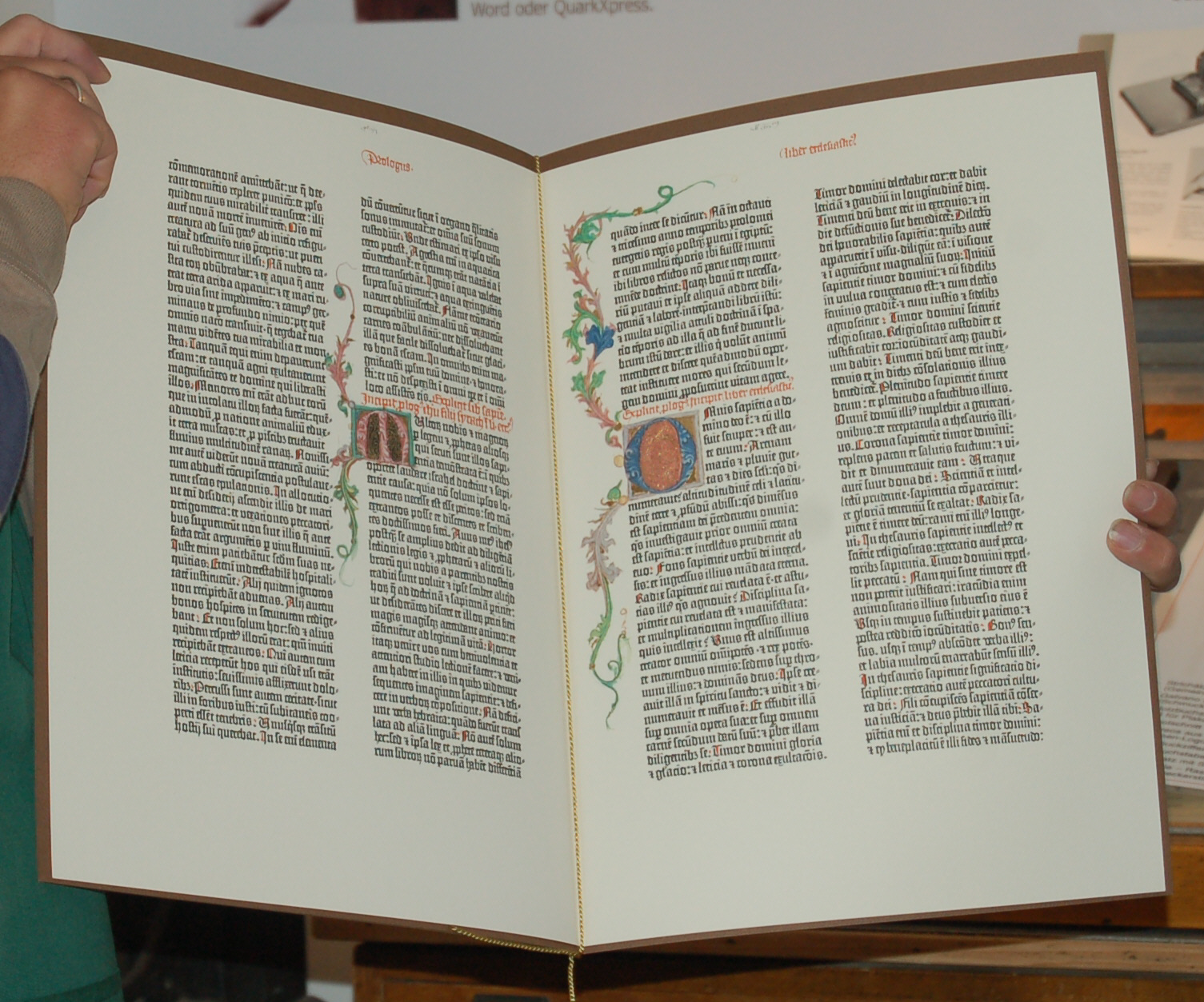
Biblia Gutenberga

W IV wieku było wiele przekładów Biblii na język łaciński; nazywa się je starołacińskimi i dzieli na trzy podstawowe grupy: recenzja afrykańska, italska oraz europejska. W przeciwieństwie do rękopisów greckich nikt nie dbał o jednolity łaciński tekst. Rękopisy mieszały się wzajemnie, przyjmowały rozmaite warianty z greckich rękopisów i w rezultacie miały skażony tekst. Najwięcej różnic zachodziło w tekście Ewangelii i niemal każdy kolejny rękopis zawierał odmienną wersję Pisma Świętego. W tej sytuacji papież Damazy I w roku 382 zlecił Hieronimowi ze Strydonu ujednolicenie tekstu Pisma Świętego.

### Praca Hieronima
Praca nad Nowym Testamentem polegała na poprawianiu starołacińskiego przekładu. Hieronim ograniczył się do usunięcia dodatków i poprawienia sensu tam, gdzie został on przeinaczony. Najdokładniej opracował tekst czterech Ewangelii. Hieronim porównał stary przekład łaciński z tekstem greckich rękopisów i dokonał rewizji. Praca nad Ewangeliami trwała około roku i ukończona została w 383 roku.
Krytycy tekstu zauważyli, że wykorzystany przez Hieronima tekst starołaciński Ewangelii reprezentuje recenzję europejską. Wordsworth oraz White uważali, że greckie rękopisy wykorzystane przez Hieronima reprezentowały tekst aleksandryjski, bliskie Kodeksowi Synajskiemu, Watykańskiemu oraz Regiusowi. Hermann von Soden przypuszczał, że Hieronim użył tekstu będącego archetypem trzech podstawowych typów tekstu NT (aleksandryjski, zachodni, bizantyjski). Późniejsze badania wykazały jednak, że rękopisy te reprezentowały wczesny tekst bizantyjski. Vogels obliczył, że Hieronim zmienił tekst czterech Ewangelii w 3500 miejscach, a warianty przezeń odrzucane to na ogół warianty charakterystyczne dla Kodeksu Bezy. Hieronim pozostawił jednak wiele niezmienionych słów i zwrotów. Zmienił kolejność Ewangelii z zachodniej (Mt, J, Łk, Mk) na typową dla greckich rękopisów (Mt, Mk, Łk, J).
Pozostałe księgi Nowego Testamentu przygotowano nieco później, jednak zostały opracowane z mniejszą dokładnością niż Ewangelie. Aż do początku XX wieku powszechnie uważano, że Hieronim przygotował tekst całego Nowego Testamentu. Na przełomie XIX i XX wieku niektórzy bibliści (Donatien de Bruyne, Ferdinand Cavallera, Bonifatius Fischer) zaczęli dowodzić, że Hieronim w ogóle nie pracował nad pozostałymi księgami Nowego Testamentu. Sugerowano, że Dzieje Apostolskie, Listy powszechne oraz Apokalipsa mogą być dziełem Kasjodora. Listy Pawła powinny być dziełem Pelagiusza, ze względu na dużą zgodność jego pism z tekstem Wulgaty, z drugiej zaś strony Hieronim pod koniec IV wieku napisał komentarz do Listów Pawła z tekstem odbiegającym od Wulgaty. Kurt Aland stwierdził, że nie wiadomo, kto i kiedy opracował pozostałe księgi Nowego Testamentu. W Apokalipsie tekst jest bardzo bliski Kodeksowi Aleksandryjskiemu oraz Kodeksowi Efrema .
Przystępując do pracy nad Starym Testamentem Hieronim najpierw dokonał rewizji Księgi Psalmów, posługując się przy tym Septuagintą. Praca była pośpieszna, a przez to niedokładna. W roku następnym Hieronim wyruszył do Palestyny, osiadł w Betlejem i tu kontynuował pracę nad Starym Testamentem. Raz po raz udawał się do Cezarei, by móc korzystać z Heksapli, czyli Septuaginty opracowanej przez Orygenesa. Nie wiadomo, czy poprawił w ten sposób wszystkie księgi Starego Testamentu, czy jedynie większą ich część. Około 390 roku Hieronim, świadom wyższości tekstu hebrajskiego nad Septuagintą, porzucił Septuagintę i sięgnął do hebrajskiego oryginału.
Pracę nad przekładem hebrajskiego Starego Testamentu Hieronim rozpoczął w roku 390. Tekst hebrajski, na którym się oparł, był bliski tekstowi masoreckiemu. Tłumacząc poszczególne księgi często zasięgał rady u żydowskich rabinów. W 393 roku zaczął uczyć się języka aramejskiego, przydatnego w pracy nad Księgą Daniela i Ezdrasza. Również Księgi Tobiasza oraz Judyty przełożył z aramejskiego. Nie przełożył natomiast Księgi Barucha, Księgi Mądrości, Mądrości Syracha, Pierwszej i Drugiej Ksiągi Machabejskiej, a także deuterokanonicznych dodatków do Księgi Daniela i Księgi Estery, których nie uważał za kanoniczne. W przypadku tych ksiąg zaadaptowano przekład starołaciński. Praca nad tłumaczeniem hebrajskiego Starego Testamentu trwała 14 lat.
Hieronim dokonał co najmniej trzech rewizji Księgi Psalmów. W pierwszej tylko nieznacznie poprawił tekst starołaciński na podstawie Septuaginty (Psałterz rzymski), a dokonał jej jeszcze w Rzymie, jednocześnie z Ewangeliami. Pracę tę podarował Damazemu w 383 roku. W latach 387–390 dokonał drugiej rewizji na podstawie Septuaginty i Hexapli (Psałterz gallikański). W trzeciej rewizji wykorzystał tekst hebrajski (Psalterium iuxta Hebraeos). Trzeci Psałterz prawdopodobnie nigdy nie był wykorzystywany przez Kościół w liturgii, zachował się w nielicznych rękopisach hiszpańskiej Wulgaty.

### Porównanie Psałterzy

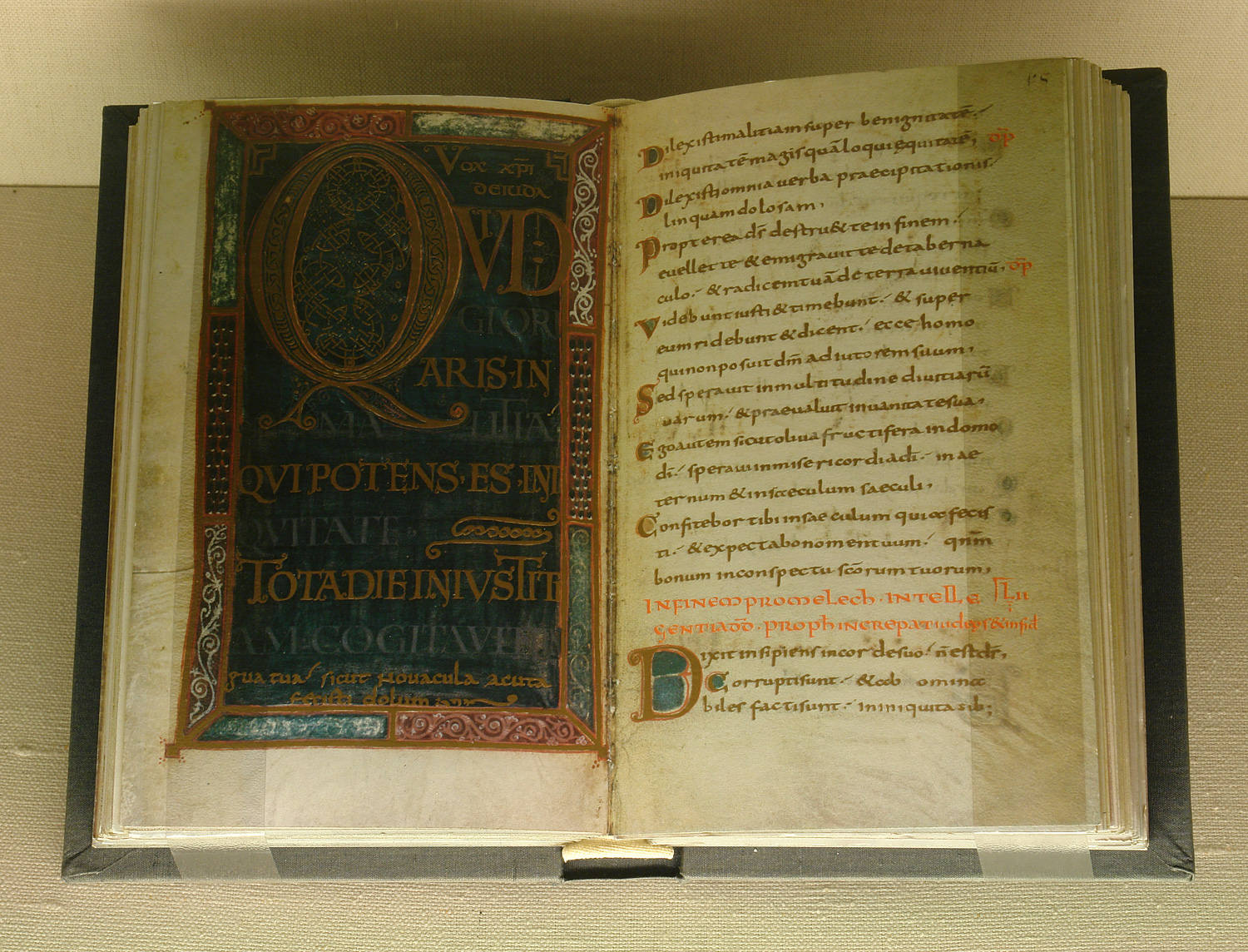
Psałterz Dagulfa (VIII wiek)

Psalm 68,12-14.18-22 (Romanum, Gallicanum, iuxta Hebraeos):
| Romanum Dominus dabit verbum evangelizantibus virtuti multa; rex virtulum dilecti, et speciei domus dividere spolia. si dormiatis in medios cleros, pennae columbae deargentatae, et posteriora dorsi eius in specie auri. [diapsalma] ...... currus Dei decem milium multiplex, milia laetantium. Dominus in illis in Sina in sancto. ascendent in altum captivam duxit captivitatem, dedit dona hominibus. etenim non credunt inhabitare. Dominus Deus benedictus; benedictus Dominus de die in diem. prosperum iter faciet nobis Deus salutaris noster. diapsalma. Deus noster deus salvos faciendi, et Domini exitus mortis. verumtaten Deus conquassabit capita inimicorum suorum, verticem capilli perambulantium in delictis suis. | Gallicanum Dominus dabit verbum evangelizantibus virtuti multa; rex virtulum ※ dilecti, et speciei domus dividere spolia. si dormiatis inter medios cleros pennae columbae deargentatae, et posteriora ※ dorsi eius in pallore auri. diapsalma ...... currus Dei decem milibus multiplex, milia laetantium: Dominus in eis ※ in: Sina in sancto. ascendisti in altum: cepisti captivitatem, accepisti dona in hominibus. etenim non credentes inhabitare Dominum Deum. benedictus Dominus die quotidie; prosperum iter faciet nobis Deus salutarium nostrorum. diapsalma. Deus noster, Deus salvos ÷ faciendi: et Domini ※ Domini: exitus mortis. verumtaten Deus confringet capita inimicorum suorum, verticem capilli ÷ perambulantium in delictis suis. | Iuxta Hebraeos Dominus dabit sermonem adnuntiatricibus fortitudinis plurimae; reges exercituum foederabuntur, foederabuntur et pulcritudo domus dividet spolia. si dormieritis inter medios terminos, pennae columbae deargentatae et posteriora eius in virore auri...... currus Dei innumerabiles, milia abundantium; Dominus in eis in Sina, in sancto. ascendisti in excelsum, captivam duxisti captivitatem, accepisti dona in hominibus; insuper et non credentes habitare Dominum Deum. benedictus Dominus per singulos dies; portabit nos Deus salutis nostrae. semper. Deus noster deus salutis, et Domini Dei mortis egressus. verumtaten Deus confringet capita inimicorum suorum, verticem crinis ambulantis in delictis suis. |

### Przykłady błędów
- Księga Rodzaju 3,15 (Protoewangelia) – Wulgata: ipsa conteret caput tuum et tu insidiaberis calcaneo eius (ona zmiażdży ci głowę, a ty czyhać będziesz na jej piętę), tekst oryginalny: ono zmiażdży ci głowę, a ty zmiażdżysz mu piętę;
- Księga Wyjścia 34,29 – cornuta esset facies sua (twarz jego była rogata), podobnie w Wj 34,35; spółgłoskowy tekst hebrajski stosuje termin „krn” na opisanie wyglądu twarzy Mojżesza, po dodaniu samogłosek można utworzyć „karan” (świecić), jak i „keren” (róg);
- Ewangelia Łukasza 1,28 – Współcześni bibliści (katoliccy i protestanccy) uważają także za błąd tłumaczenie greckiego terminu kecharitomene słowami gratia plena (pełna łaski). Ich zdaniem słowo to oddają lepiej określenia takie jak „szczególnie umiłowana”, „najpiękniejsza” albo „najczcigodniejsza”. Uważają oni, że Hieronim powinien był użyć raczej słowa gratiosa (obdarowana łaską). Michael O'Carroll irlandzki duchacz i inni mariolodzy przyznają, że zwrot „pełna łaski” to niewłaściwe tłumaczenie.
- 2 Piotra 1,10 – Wulgata: Quapropter, fratres, magis satagite, ut per bona opera certam vestram vocationem et electionem faciatis (A przeto więcej, bracia, starajcie się, żebyście przez dobre uczynki pewne czynili wezwanie i wybranie wasze); tekst grecki nie zawiera frazy „przez dobre uczynki”, frazy tej nie zawierała także Itala.

### Niektóre warianty tekstowe
- List do Galatów 5,22-23 – w Biblii Tysiąclecia wymieniono 9 owoców Ducha Świętego: "miłość, radość, pokój, cierpliwość, uprzejmość, dobroć, wierność, łagodność, opanowanie", zaś w Wulgacie w tym fragmencie pojawiły się bezzasadnie jeszcze 3 cnoty: wiara, skromność i czystość.

## Przyjęcie przekładu i jego oceny

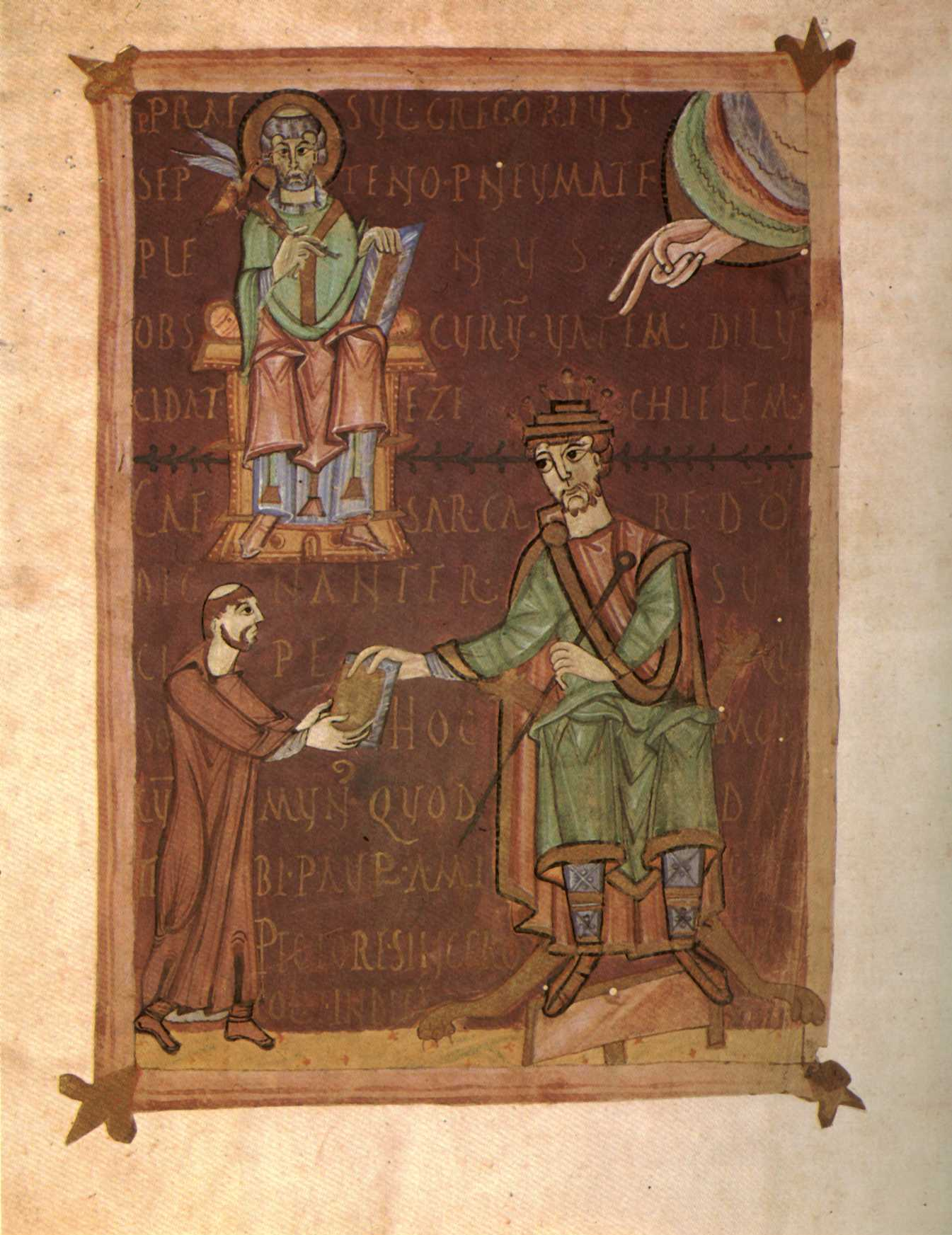
Grzegorz Wielki przyczynił się do sukcesu Wulgaty

Dokonany przez Hieronima przekład Nowego Testamentu spotkał się jedynie z nielicznymi zarzutami i szybko zdobył powszechne uznanie. Inaczej miała się sprawa ze Starym Testamentem, który krytykowano za odejście od Septuaginty, dla której szacunek, zwłaszcza na Wschodzie, był wtedy wielki. Zarzucano Hieronimowi wprowadzanie do Kościoła judaizmu oraz to, że z powodu jego przekładu kościół łaciński zacznie się różnić od greckiego, a poganie powiedzą, iż chrześcijanie zmienili swoje prawo. Szczególnie zaciekle atakował Hieronima Rufin, zarzucając mu nawet lekceważenie stojącego za Italą autorytetu apostoła Piotra. Rufin pytał: „Jak to, więc przez czterysta lat Kościół błądził i nie wiedział, co jest prawdą?”. Zarzucał mu też usunięcie z Księgi Daniela Hymnu Trzech Młodzieńców i Historii Zuzanny. Hieronim argumentował, że tekst Septuaginty nie zawsze jest zgodny z tekstem hebrajskim, a Jezus i apostołowie cytowali Septuagintę wtedy, gdy jest zgodna z tekstem hebrajskim, w przypadku zaś niezgodności posługiwali się hebrajskim tekstem.
Przekład nazywany był „heretyckim”, „wywrotowym” i „bezbożnym”, jednak ze względu na wysoką jakość tłumaczenia stopniowo zyskiwał na uznaniu. W wieku V i VI oba przekłady funkcjonowały obok siebie. W końcu VI wieku Wulgata cieszyła się już wielkim autorytetem, korzystał z niej papież Grzegorz Wielki (590–604), co przyczyniło się do jej rozpowszechnienia, choć w przypadku Starego Testamentu Grzegorz odwoływał się do starołacińskiego przekładu. W połowie VII wieku stała się podstawowym przekładem Biblii Kościoła zachodniego, a w wieku VIII korzystali z niej już wszyscy, zaś w czasach Karola Wielkiego był to oficjalny tekst Kościoła zachodniego. Izydor z Sewilli oraz Beda Czcigodny uważali Wulgatę za przekład obowiązkowy (editio nostra).
W epoce renesansu humaniści: (Lorenzo Valla, Lefèvre d’Étaples czy Erazm z Rotterdamu) wskazywali na niezgodności tekstu Wulgaty z oryginalnym tekstem biblijnym, szczególnie w tekście Starego Testamentu, dokonywali też własnych przekładów, jednak żaden z nich nie zdołał zastąpić dzieła Hieronima. Wskazywane przez nich błędy były wynikiem nie tylko niedoskonałej znajomości języka hebrajskiego przez autora Wulgaty, ale również skutkiem niechlujstwa kopistów. Krytykę kontynuowali protestanci, nazywając ją nawet „źródłem fałszywych doktryn”. Protestanccy bibliści zajmujący się krytyką tekstu: (John Mill i Albrecht Bengel) zauważyli, że nie można lekceważyć tekstu Wulgaty tylko, dlatego że jej warianty nie występują w greckich majuskułowych rękopisach. Richard Simon, który zapoczątkował naukową krytykę tekstu biblijnego, wysoko cenił Wulgatę:

„Św. Hieronim wyświadczył Kościołowi olbrzymią przysługę, poprawiając i redagując starożytne kopie łacińskie tam zgodnie z najściślejszymi regułami krytyki. W tej księdze zamierzaliśmy tego dowieść, jako i tego, że większość starożytnych egzemplarzy greckich nie jest zbyt dobra, gdyż odpowiadają one tym właśnie łacińskim kopiom, które św. Hieronim uznał za zepsute i postanowił poprawić” .

Inny krytyk tekstu, Richard Bentley (1662–1742), był przekonany, że porównując najstarsze rękopisy Wulgaty z najstarszymi rękopisami greckimi można odtworzyć oryginalny tekst Nowego Testamentu.
Aż do końca XIX wieku Magisterium Kościoła rzymskokatolickiego było przeciwne przekładom Biblii na języki narodowe z języków oryginalnych. Zwrot w nauce Magisterium nastąpił za papieża Leona XIII, który w wydanej w roku 1893 encyklice Providentissimus Deus stwierdził, że wprawdzie Wulgata zgodnie z postanowieniem Soboru Trydenckiego ma być uważana „za autentyczną w publicznych czytaniach, dyskusjach, kazaniach i objaśnieniach”, jednak nie oznacza to, że nie należy uwzględniać innych przekładów, „a zwłaszcza tekstów pierwotnych” i zgodnie z radą św. Augustyna, w miejscach, które w tekście łacińskim są dwuznaczne lub mniej jasne, „uciec się do pierwotnego języka”. W rezultacie w wieku XX powstało wiele katolickich przekładów z języków oryginalnych; w Polsce pierwszym takim przekładem całego Pisma Świętego była Biblia Tysiąclecia.
Krytycy tekstu, analizując dzieło Hieronima, osobno oceniają Stary, a osobno Nowy Testament. Tekst Starego Testamentu jest bliski tekstowi masoreckiemu i dlatego jest ważnym świadkiem tego tekstu w wieku IV. W Nowym Testamencie Hieronim usunął wiele interpolacji, które dostały się do tekstu starołacińskiego, niemniej utworzony przezeń tekst ma charakter mieszany (tekstu zachodniego z bizantyjskim). Dlatego dla krytyków tekstu ma on mniejszą wartość niż tekst rękopisów starołacińskich.

## Średniowieczne rewizje

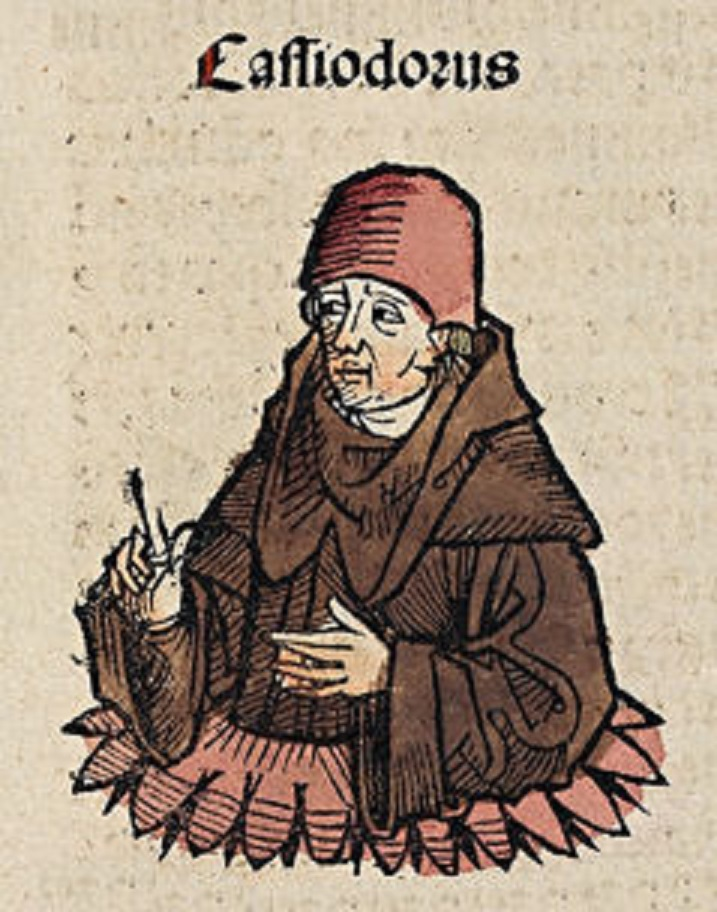
Kasjodor jako pierwszy próbował oczyścić tekst Wulgaty

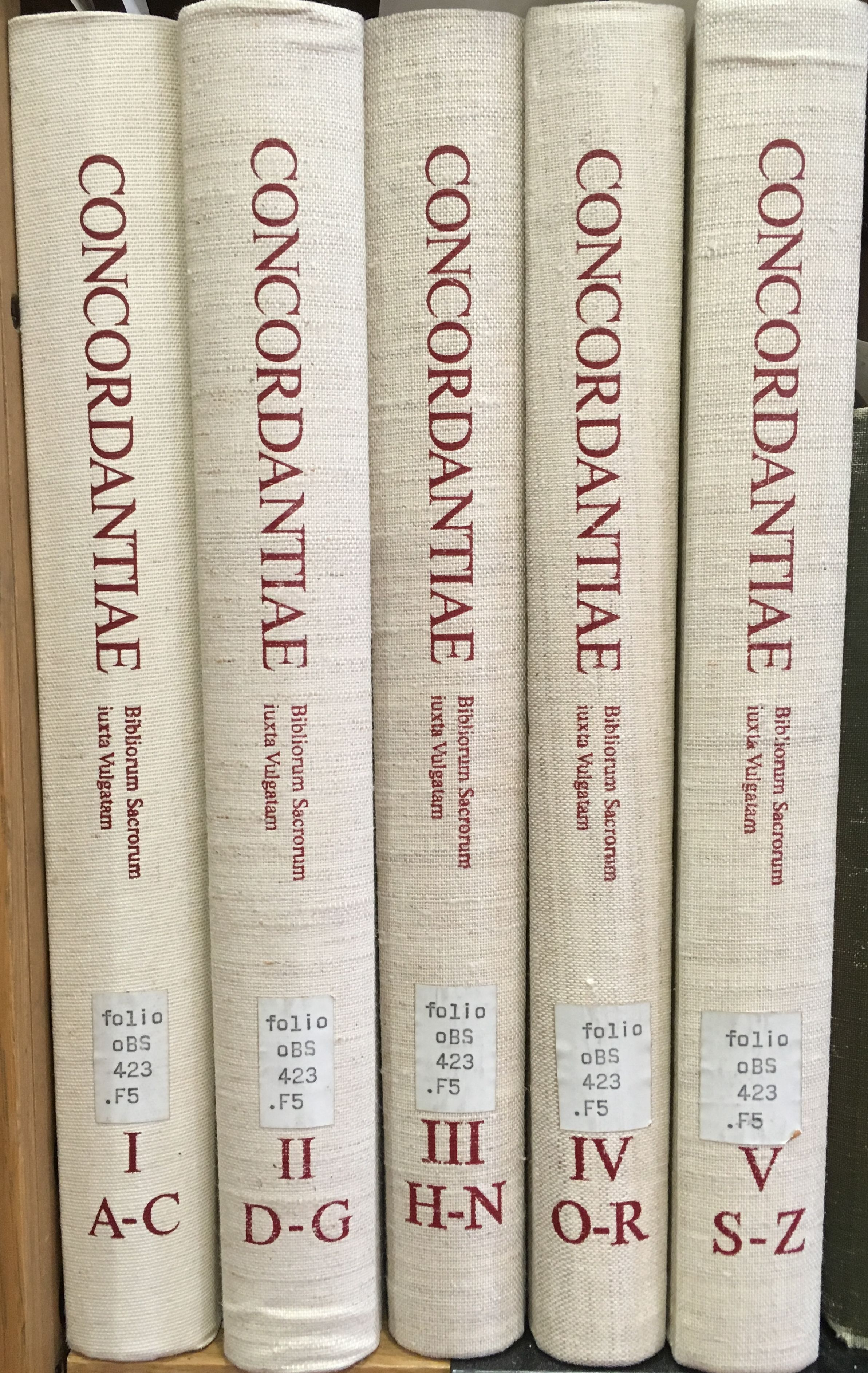

Tekst Wulgaty dopiero w VII wieku stał się powszechnie używanym tekstem łacińskim Pisma Świętego. Do tego okresu był używany wraz z tekstem starołacińskim. Jednym z rezultatów tej koegzystencji było wymieszanie obu tekstów. Do rękopisów Wulgaty dostawały się warianty starołacińskie, a do rękopisów starołacińskich warianty Wulgaty. Ponadto kopiści nie zawsze należycie troszczyli się o wierne kopiowanie i był to drugi powód skażenia tekstu Wulgaty. Pierwszą próbę oczyszczenia tekstu podjął już Kasjodor (tę formę tekstu prezentuje Codex Amiatinus). Gdy Karol Wielki został władcą Franków, zauważył, że w jego królestwie jest kilka typów Wulgaty. Chciał, by w jego państwie używano tekstu jednego typu i aby był to tekst doskonały. W 789 roku wydał dekret Admonitio generalis głoszący, że w każdym klasztorze i parafii powinny znajdować się dobre kopie książek katolickich, że zabrania się zniekształcać je podczas pisania czy czytania, a Ewangelie, Psalmy oraz Mszał powinny być kopiowane z wielką staranością.
W tej sytuacji Alkuin (735–804), Theodulf (750–821) i Maudramnus z Korbei usiłowali oczyścić tekst Wulgaty, ale ich wysiłki przyczyniły się jedynie do wzrostu istniejącego nieporządku. Alkuin nie zadał sobie trudu, by przywrócić Wulgacie Hieronimowe brzmienie. Dokonana przez niego rewizja sprowadza się zasadniczo do poprawek gramatycznych. Oczyścił tekst z błędów punktacji oraz błędów gramatycznych. Alkuin wykorzystał do swej pracy rękopisy pochodzące z Nortumbrii. W roku 801, na święto Bożego Narodzenia, Alkuin podarował Karolowi Wielkiemu kopię zrewidowanej przez siebie Wulgaty. Wśród rodziny rękopisów pochodzących z rewizji Alkuina wyróżniają się: Codex Lindisfarnensis, Codex Vallicellianus, Codex Carolinus (Grandivallensis), Codex Paulinus i Codex Bambergensis. Dzieło Alkuina jest najważniejszą rewizją tekstu Wulgaty dokonaną w średniowieczu i uważa się, że dokonana przezeń rewizja jest najważniejszym wydarzeniem w średniowiecznej historii tego przekładu.
Theodulf, biskup Orleanu, koncentrował się na gramatycznej i ortograficznej rewizji tekstu. Opracowany przezeń tekst opatrywał przy pomocy sigli na marginesie, wskazujących na źródło wariantów (np. tekst Alkuina przez siglum a, a tekst recenzji hiszpańskiej przez s). Pod tym względem jest prekursorem nowożytnych metod. Niestety tekst opracowany przez Theodulfa został szybko popsuty przez nieuważnych kopistów, którzy okazjonalnie wprowadzali warianty marginalne do zasadniczego tekstu. Przedstawicielami tej recenzji są: Codex Theodulphianus, Codex Aniciensis, Codex Hubertanus. Niektórzy bibliści zarzucali Theodulfowi skażenie francuskiej Wulgaty hiszpańskimi wariantami, inni natomiast uznali go za lepszego krytyka tekstu od Alkuina .
Minęło kilka wieków i tekst opracowany przez Alkuina cierpiał na te same niedomagania, co tekst Hieronima w wieku VIII Nad kolejną rewizją tekstu pracowali Lanfrank z Bec (1005–1089) i Stefan Harding (zm. 1134). Lanfrank poprawił wszystkie księgi Starego i Nowego Testamentu, jednak żaden z zachowanych rękopisów nie jest z nim identyfikowalny, nie wiadomo, jakie rękopisy noszą ślady jego pracy, i tym samym jego wpływ na historię tekstu Wulgaty jest niemożliwy do oceny. Harding dokonał rewizji w 1109 roku, oczyścił tekst Wulgaty z licznych interpolacji, częściowo opierając się na dobrych łacińskich rękopisach, a częściowo na greckich. Ponadto zasięgał porad u znawców języka hebrajskiego. Wysiłki Hardinga również nie zmierzały do odtworzenia oryginalnego tekstu Hieronima. W efekcie późna Wulgata zawierała wiele wariantów niemających potwierdzenia w językach oryginalnych .
Żadna z tych recenzji nie przyniosła trwałych osiągnięć ani nie mogła położyć kresu procesowi psucia, co więcej, przyczyniały się one do dalszego mieszania tekstu. Przez niemal całe średniowiecze dawała o sobie znać potrzeba ujednoliconego tekstu. Szczególnie mocno odczuwano ją w środowiskach uniwersyteckich, takich jak np. Uniwersytet Paryski. Aby zaradzić rozbieżności tekstów, w końcu średniowiecza powstały Correctoria Bibliorum. Correctoria były przedsięwzięciem bardziej systematycznym niż recenzje, dążyły do odtworzenia oryginalnego tekstu Hieronima, ale miały ograniczony wpływ. Zawierały warianty z rękopisów greckich, hebrajskich i łacińskich oraz cytaty patrystyczne. Do najbardziej znanych należy Correctorium Parisiense (Biblia paryska) przygotowane przez teologów paryskich około 1226 roku, na bazie tekstu Alkuina. Był to tekst obowiązujący w Sorbonie. Biblia paryska była krytykowana przez Bacona, którego zdaniem w Paryżu nie było dobrych rękopisów. Głównym powodem, dla którego Biblię paryską traktowano nieufnie, były noty wskazujące miejsca niezgodne z tekstem hebrajskim i greckim. Inne Correctorium przygotowane zostało przez dominikanów około 1240 roku pod przewodnictwem Hugona de S. Caro. Trzecie, Correctorium Vaticanum, było najbardziej udanym i opartym na lepszych rękopisach, jakkolwiek o mniejszym oddziaływaniu niż paryskie. Przygotowane zostało przez Williama de Mara, franciszkanina z Oksfordu, który poświęcił dlań czterdzieści lat; zdaniem Bacona był on sapientissimus homo. Ponadto były jeszcze inne correctoria, jak np. Correctorium Senonense przygotowane przez arcybiskupa Sens; Bacon opisał je jako exemplar vulgatum.
Na zły stan rękopisów Wulgaty narzekał Mikołaj z Liry, wskazując na różnice z tekstem hebrajskim.

## Drukowane wydania Wulgaty
W latach 1452–1456 tekst Wulgaty wydano drukiem, wydanie przeszło do historii jako Biblia Gutenberga. Jan Gutenberg wykorzystał do tego celu XIII-wieczny rękopis reprezentujący Biblię paryską (rękopis trafił później do biblioteki kardynała Mazarina). Kolejność ksiąg Nowego Testamentu jest następująca: Ewangelie, Listy Pawła, Dzieje Apostolskie, Listy powszechne i Apokalipsa. Była to pierwsza w Europie wydrukowana książka. Wydanie to, będąc ważnym wydarzeniem historycznym, nie ma jednak wielkiej wagi z punktu widzenia krytyki tekstu, ponieważ jedynie powieliło późny średniowieczny tekst Wulgaty. Reprezentuje tekst paryski pochodzący z recenzji Alkuina. Biblia Gutenberga stała się tekstuologiczną podstawą krytycznych wydań z XVI wieku.
W 1471 roku Conrad Sweynheym oraz Arnold Pannartz wydali tekst Wulgaty w Rzymie i była to pierwsza Biblia wydana w Rzymie. Do końca XV wieku w różnych drukarniach Europy ukazało się prawie pięćdziesiąt edycji Wulgaty.

### Pierwsze wydania krytyczne

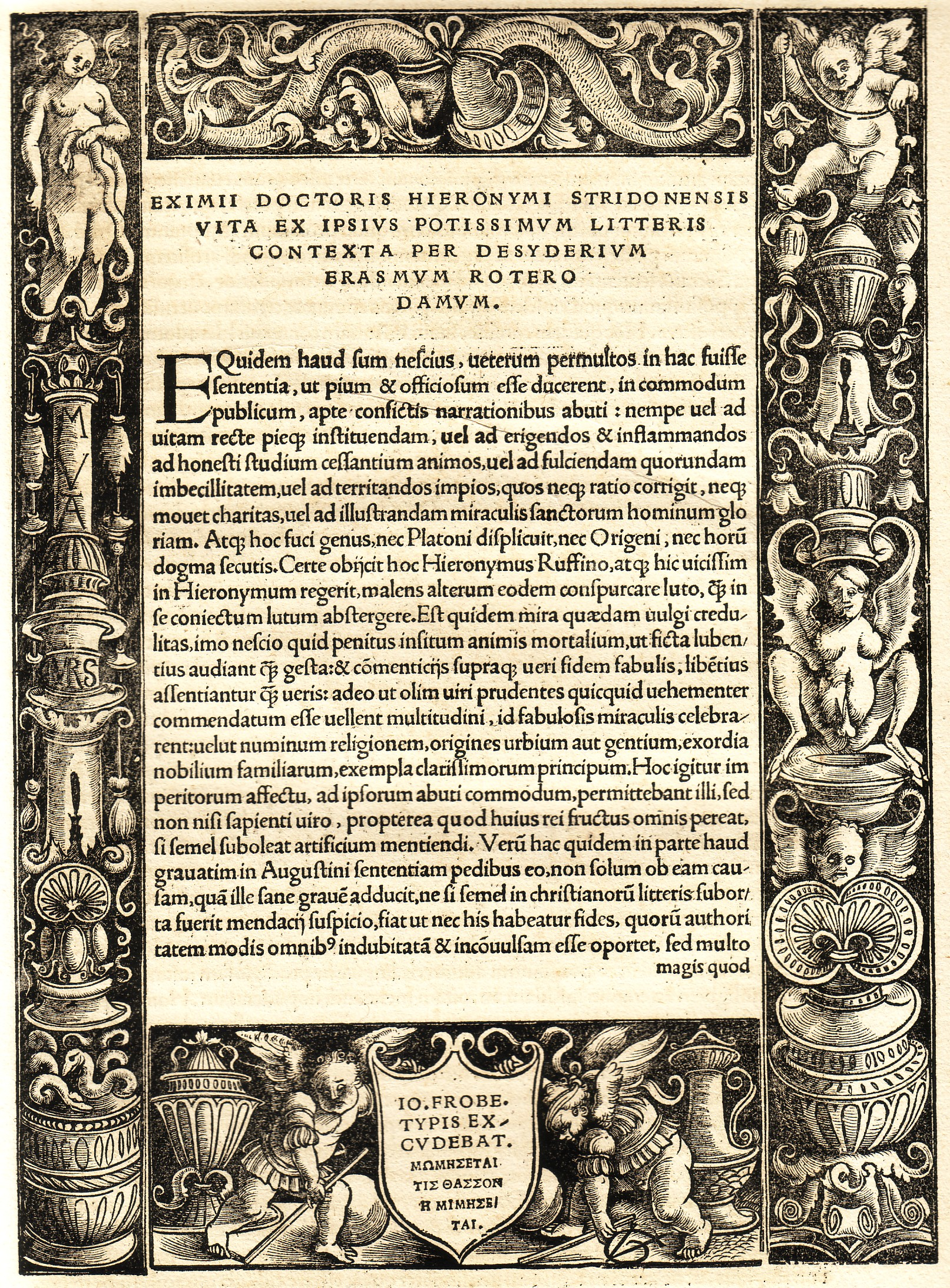
Erazmiańskie wydanie NT, 1516

Pierwsza edycja z kolekcją wariantów tekstowych ukazała się w roku 1504 w Paryżu (wydanie Adriana Gumelliego). Podobne wydania ukazały w 1511 w Wenecji (Albert Castellanus) i 1513 w Lyonie. W 1520 roku ukazała się Poliglota Kompluteńska, a w 1522 roku reformatora Andrzeja Osiandra, który na marginesie umieścił szereg not z odniesieniami do hebrajskiego tekstu.
XVI-wieczne edycje zawierały nagromadzone w ciągu ponad tysiąca lat błędy i niedoskonałości, potrzeba krytycznego wydania stawała się coraz bardziej paląca. Robert Stefanus w 1528 roku dokonał pierwszego krytycznego wydania tekstu Wulgaty. Wykorzystał w nim trzy dobre rękopisy, a w kolejnym, jeszcze ważniejszym wydaniu z 1538–1540 wykorzystał już 17 rękopisów (reprint ukazał się w 1546 roku). Wydanie to Wordsworth uznał za zapoczątkowanie nowożytnej Wulgaty. W 1530 roku ukazało się wydanie Gobelinusa Laridiusa. Jan Henteniusz w 1547 roku użył 31 rękopisów oraz dwóch drukowanych wydań do opracowania Wulgaty lowańskiej. Edycja ta była później poprawiana przez teologów Louvanium aż do 1583 roku i wykorzystywana w innych wydaniach.
Zrewidowane wydanie Wulgaty na podstawie języków oryginalnych było dziełem benedyktyna Izydora Clariusa (1542 roku). Powstało także kilka rewizji na podstawie tekstu źródłowego Pisma Św. Jedną z pierwszych takich rewizji opracował Marcin Luter z pomocą Filipa Melanchtona. Reformatorzy pragnęli opracować zrewidowany tekst Wulgaty do użytku akademickiego i liturgicznego. Edycja Lutra była jednak wydaniem niekompletnym. W 1529 roku ukazało się wydanie Nowego Testamentu i ksiąg historycznych Starego Testamentu, jak również oddzielne wydanie Księgi Psalmów.
8 kwietnia 1546 roku, podczas IV Sesji Soboru Trydenckiego orzeczono, że starożytne wydanie Wulgaty ma być uznane za tekst autentyczny i jedyny dopuszczalny w liturgii, nauczaniu i rozprawach. Ponadto poproszono papieża o zainicjowanie prac nad opracowaniem autentycznego tekstu Wulgaty. Dekret stwierdzał ponadto, że przekład Wulgaty jest zgodny z oryginałem i wolny od błędu.

### Wulgata sykstyńska

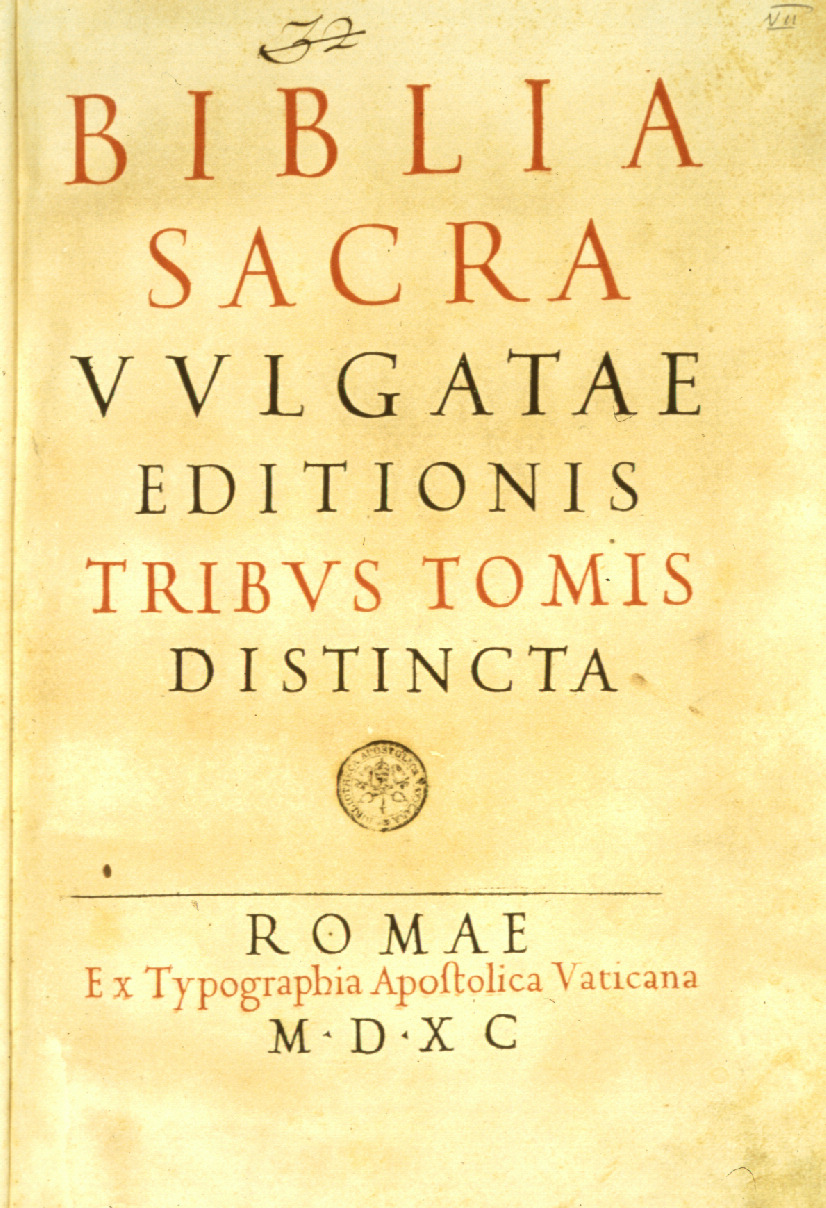
Wulgata sykstyńska

Po zakończeniu soboru trydenckiego powstawały komisje, których zadaniem było opracowanie zrewidowanej, autoryzowanej wersji Wulgaty. Pierwszą taką komisję powołał Pius IV w 1561 roku, jednak jej praca utknęła w miejscu ze względu na brak możliwości uzgodnienia zasad działania. Druga komisja została powołana w 1569 roku przez Piusa V, należeli do niej kardynałowie Sirleto i Antonio Carafa, jednak jej prace zostały przerwane za papieża Grzegorza XIII. Trzecią komisję powołał Sykstus V w 1586 roku, a na jej czele stanął kard. Caraffa. Wykorzystano dobre rękopisy takie jak: Codex Hentenius, Amiatinus, Carafianus, Toletanus, Legionensis, ale tekstualną podstawą było wydanie lowańskie z 1583 roku.
Po dwóch latach komisja przedstawiła papieżowi wyniki swoich prac, jednak Sykstus nie zaakceptował ich i postanowił opracować własną edycję Wulgaty. Wydanie ukazało się w maju 1590 roku, było niedoskonałe pod względem krytycznym i zawierało błędy drukarskie. Poprzedzone zostało bullą promulgacyjną Aeternus Ille (1 III 1590).
Pod względem tekstu Wulgata sykstyńska bliska jest wydaniu Stefanusa. Obecnie w wydaniach krytycznych oznacza się ją przez siglum vgs.

### Wulgata klementyńska

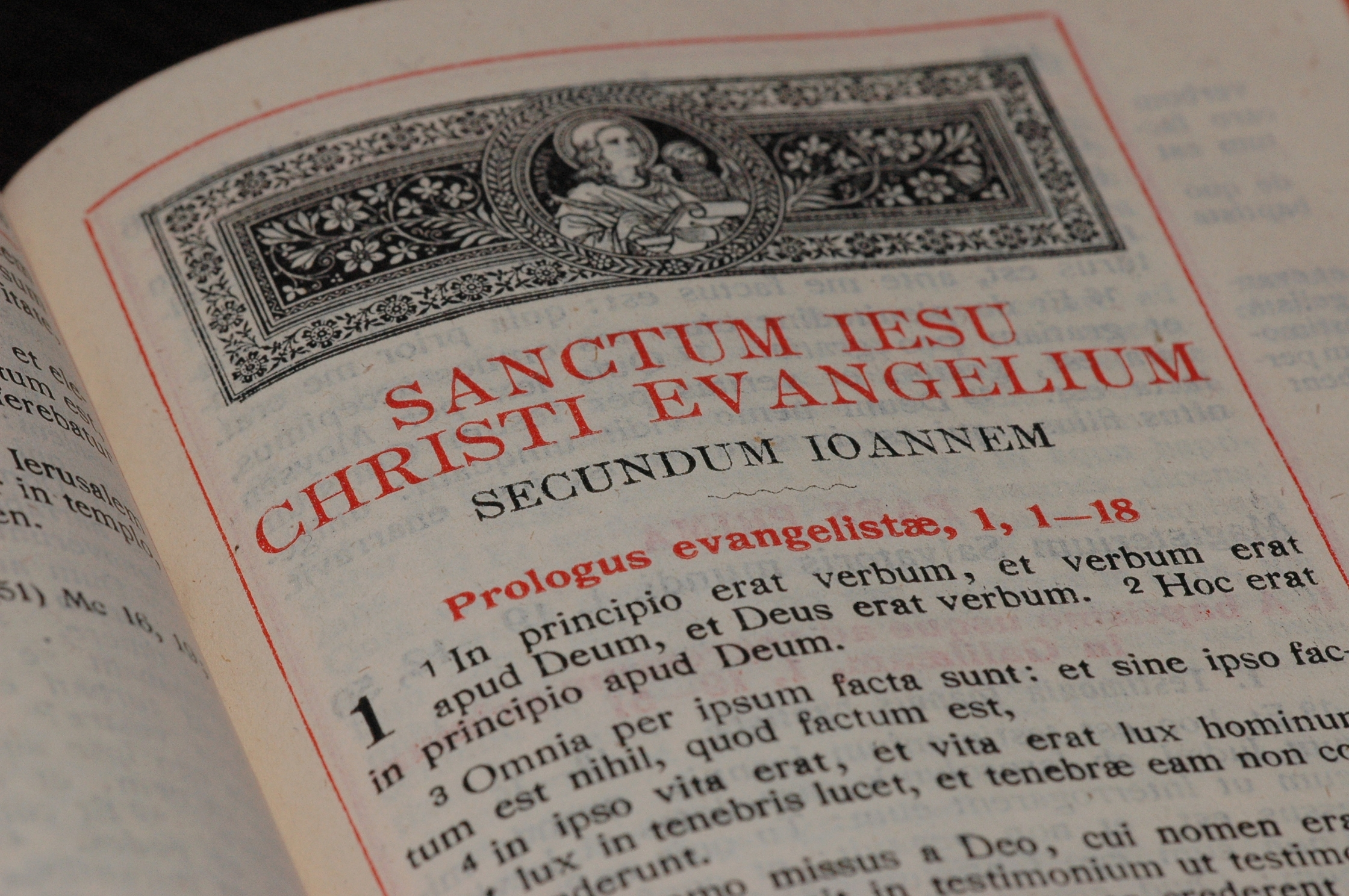
Prolog do Ewangelii Jana, Wulgata Klementyńska, wydanie z 1922 r.

Po kilku miesiącach od wydania Wulgaty sykstyńskiej papież nagle zmarł (27 sierpnia 1590 r.), a kardynałowie i biskupi postanowili uczynić wszystko, aby zapobiec rozprzestrzenianiu się tej edycji. Jezuita Bellarmin wyjednał u Grzegorza XIV ustanowienie nowej komisji w celu usunięcia niektórych niemożliwych do przyjęcia poprawek oraz błędów drukarskich. Wkrótce papieżem został Klemens VIII (od 30 stycznia 1592) i natychmiast zaangażował się w przygotowanie nowego wydania. Zrewidowana Wulgata została wydana jeszcze w roku 1592 wraz z bullą Cum Sacrorum (9 XI 1592) i jest znana jako Wulgata klementyńska. W appendiksie zawierała dodatkowe księgi: Modlitwa Manassesa, 3 Ezdrasza i 4 Ezdrasza.
Ta edycja również zawierała błędy drukarskie, jakkolwiek nie w takiej liczbie co Biblia sykstyńska. Wedle bulli miał to być standardowy tekst dla Kościoła katolickiego, każde kolejne wydanie winno być z nim uzgodnione. Niemniej Wulgata klementyńska była jeszcze poprawiana dwukrotnie (1593, 1598). Różniła się od sykstyńskiej w około 4900 miejscach. Prezentuje typ tekstu bliski wydaniu Henteniusza, zawiera Comma Johanneum.
Wulgata klementyńska krytykowana była przez takich krytyków tekstu jak: Richard Bentley, John Wordsworth, Henry Julian White, Samuel Berger, Peter Corssen. Oznaczana jest dzisiaj przez siglum vgc lub vgcl.

### Editio minor
W roku 1877 John Wordsworth rozpoczął pracę nad wydaniem Nowego Testamentu, a jej celem było odtworzenie oryginalnego tekstu Hieronima. W 1885 roku, gdy został biskupem, przyłączył się do niego Henry Julian White. Tekst czterech Ewangelii ukazał się drukiem w 1889 roku, wydany przez Clarendon Press. Opracowany został na podstawie Codexu Amiatinus oraz dziewięciu innych rękopisów. W 1905 roku wydano tekst Dziejów Apostolskich. Listy Pawła wydawane były w latach 1913–1941 (Rzymian-Hebrajczyków), Listy powszechne w 1949 roku, a Apokalipsa w 1954 roku. Wydanie było przygotowywane przez 65 lat i jest wysoko oceniane przez krytyków tekstu. Zdaniem D. C. Parkera jest to wciąż najważniejsze wydanie tekstu Nowego Testamentu Wulgaty.
W wydaniach krytycznych oznaczane jest przez siglum vgww.

### Neowulgata
Na przełomie XIX/XX wieku coraz liczniejsze głosy domagały się nowego krytycznego opracowania Wulgaty. Wytykano, że edycja klementyńska jest w istocie tylko rewizją Wulgaty sykstyńskiej i dlatego nie jest satysfakcjonująca z punktu widzenia krytyki tekstu. Wskazywano, że nie wszystkie błędy Wulgaty sykstyńskiej zostały naprawione, z drugiej zaś strony pod niektórymi względami ustępuje Wulgacie sykstyńskiej. Ponadto rozwój krytyki tekstu, jaki dokonał się od tamtego czasu, wymaga, aby nowe wydanie zostało przygotowane całkowicie od podstaw. W tej sytuacji papież Pius X zainicjował nowe wydanie, którego celem było przywrócenie pierwotnego Hieronimowego brzmienia. W maju 1907 roku wyznaczył do tego celu międzynarodową komisję – Pontifica Commissio pro Nova Vulgata Bibliorum editione. Sporządzono fotokopie najlepszych rękopisów. Wykorzystane zostały m.in. takie rękopisy jak: Amiatinus, Ottobonianus i Turonensis. Prace nad najnowszym wydaniem trwały kilkadziesiąt lat, posiłkowano się najnowszymi metodami naukowymi z uwzględnieniem języków oryginalnych. W 1926 roku wydano Księgę Rodzaju, w roku 1969 wydano ostatni tom.
Nowy przekład, zwany Neowulgatą, wprowadzony został w roku 1979 konstytucją Jana Pawła II Scripturum Thesaurus i obowiązuje w Kościele rzymskokatolickim – w odróżnieniu od Wulgaty klementyńskiej – jako wersja typiczna. Pełny tytuł brzmi: Nova Vulgata Bibliorum sacrorum editio.

### Stuttgartiana
Założeniem tej edycji było poprawienie tekstu w duchu osiągnięć współczesnej lingwistyki, oczyszczenie pisowni ze średniowiecznych naleciałości oraz przetłumaczenie na nowo tego, w czym Hieronim zanadto odszedł od oryginału. Vulgata Stuttgartiana opiera się głównie na Kodeksie Amiatinus (VIII wiek), Fuldensis (VI wiek) oraz sześciu innych rękopisach oznaczanych przy pomocy sigli G, M, N, R, S, Z. Rękopisy hiszpańskie, rękopisy recenzji Alkuina oraz inne cytowane są tylko wtedy, gdy potwierdzają rękopisy uznane za pierwszorzędne bądź jeżeli były cytowane w ważnych wydaniach drukowanych. Tekst bardziej jest podobny do Wulgaty klementyńskiej niż do Neowulgaty. Pierwsze wydanie ukazało się w 1969 roku, drugie w 1975. Trzecie wydanie ukazało się w 1983 roku, dokonano w nim niewielkich zmian w tekście oraz aparacie krytycznym.
Stuttgartiana zawiera dwa Psałterze: Psałterz gallikański (Psalterium Gallicanum) oraz Psałterz przełożony z hebrajskiego (Psalterium iuxta Hebraeos). Zawiera ponadto Psalm 151, List do Laodycejczyków, 3 oraz 4 Ezdrasza i Modlitwę Manassesa. W edycji tej nomina sacra pisane są wielką literą, perykopy ewangeliczne dzielone są według Sekcji Ammoniusza z odniesieniami do Kanonów Euzebiusza (rzymskimi cyframi). U dołu każdej strony znajduje się aparat krytyczny z niewielką liczbą wyselekcjonowanych wariantów, w którym cytowane są najważniejsze rękopisy oraz najważniejsze edycje drukowane. Zignorowano warianty gramatyczne jako mające niewielkie znaczenie, zignorowano też warianty poświadczone tylko przez jeden rękopis. Przykładowo spośród wariantów israhele, srahele, czy israele zastosowano ten pierwszy.
Wulgata Stuttgartiana oznaczana jest przez siglum vgst.

### Przykłady różnic
Rdz 3,20 – Heva (vgc), Hava (vgst), Eva (Neowulgata)
Mt 3,7 – ventura (vgc), futura (vgst)
Mt 23,14 – wiersz zawiera vgc, brak w vgst
Ap 11,17 – qui venturus es posiada tylko vgc
Ap 22,19 – libro (vgc), ligno (vgst)

## Rękopisy Wulgaty

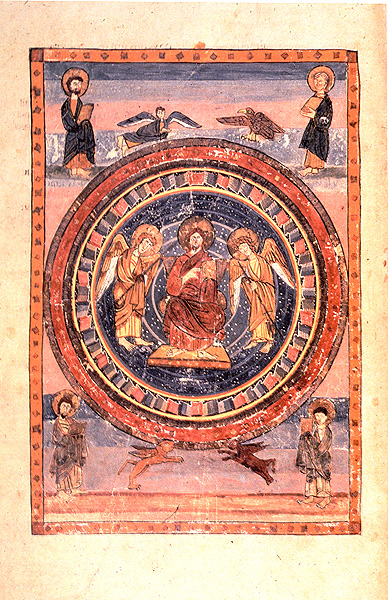
Codex Amiatinus

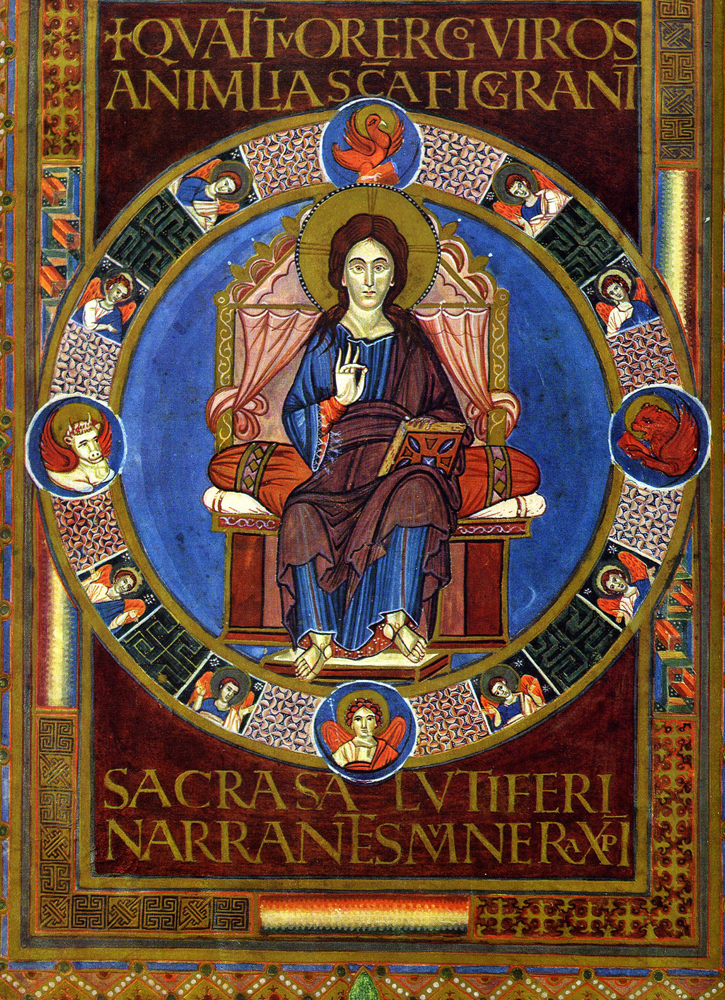
Ewangeliarz z Lorsch: Folio 72 Chrystus Pantokrator

Zachowało się ponad 8 000 rękopisów Wulgaty, ale dokładna liczba rękopisów nie jest znana, ponieważ nie wszystkie zostały skatalogowane. Rękopisy dzielą się na cztery główne grupy: reprezentujące włoski typ Wulgaty, hiszpański typ Wulgaty, iryjski typ Wulgaty i francuski typ Wulgaty, ponadto rękopisy recenzji Alkuina i Theodulfa. Krytycy tekstu najwyżej oceniają włoski typ Wulgaty. Do najwyżej cenionych rękopisów należą: 
Włoski typ Wulgaty
- Kodeks Amiatyński (A) – ST i NT, wiek VIII, najwyżej ceniony rękopis Wulgaty
- Kodeks Fuldeński (F) – ST i NT (zamiast ewangelii Diatessaron), rok 547, drugi cenny rękopis
- Codex Sangallensis 1395 (Σ) – Ewangelie, wiek V, najstarszy rękopis
- Codex Lindisfarnensis (Y) – Ewangelie, ok. 700 roku
- Kodeks N (Autum, Bibl. mun. 21; BnF, lat. 1628) – Ewangelie, wiek V

Hiszpański typ Wulgaty
- Codex Cavensis (C) – ST i NT, wiek IX, najważniejszy przedstawiciel hiszpańskiego typu, zawiera Comma Johanneum
- Codex Toletanus (T) – ST i NT, rok 988, drugi ważny przedstawiciel hiszpańskiego typu, podobny do Cavensis
- Codex Legionensis (ΛL) – ST i NT, 960 rok, sugerowano że jest kopią rękopisu z V wieku
- Kodeks Kompluteński I – rok 927, zawiera Comma Johanneum

Iryjski typ Wulgaty
- Codex Dublinensis (D) – NT, wiek VIII
- Codex Mediolanensis (M) – Ewangelie, wiek VI
- Morgan Golden Gospels – Ewangelie, X wiek, jedna z najładniejszych książek świata

Francuski typ Wulgaty
- Codex Sangermanensis (G) – partie ST i cały NT, wiek IX, posiada Pasterz Hermasa, Mateusz reprezentuje przekład staro-łaciński
- Codex Beneventatus – Ewangelie, IX wiek, z naleciałościami typu hiszpańskiego i iryjskiego

Inne
- Codex Harleianus 1775 (Z) – Ewangelie, wiek VI
- Codex Reginensis (R) – Listy Pawła, wiek VIII
- Codex Theodulphianus (Θ) – ST i NT, Psalmy i Ewangelie pisane srebrem na purpurze, ok. 900 roku, recenzja Theodulfa, zawiera Comma Johanneum (w 1 J 5,8)

## Wpływ na kulturę Zachodu

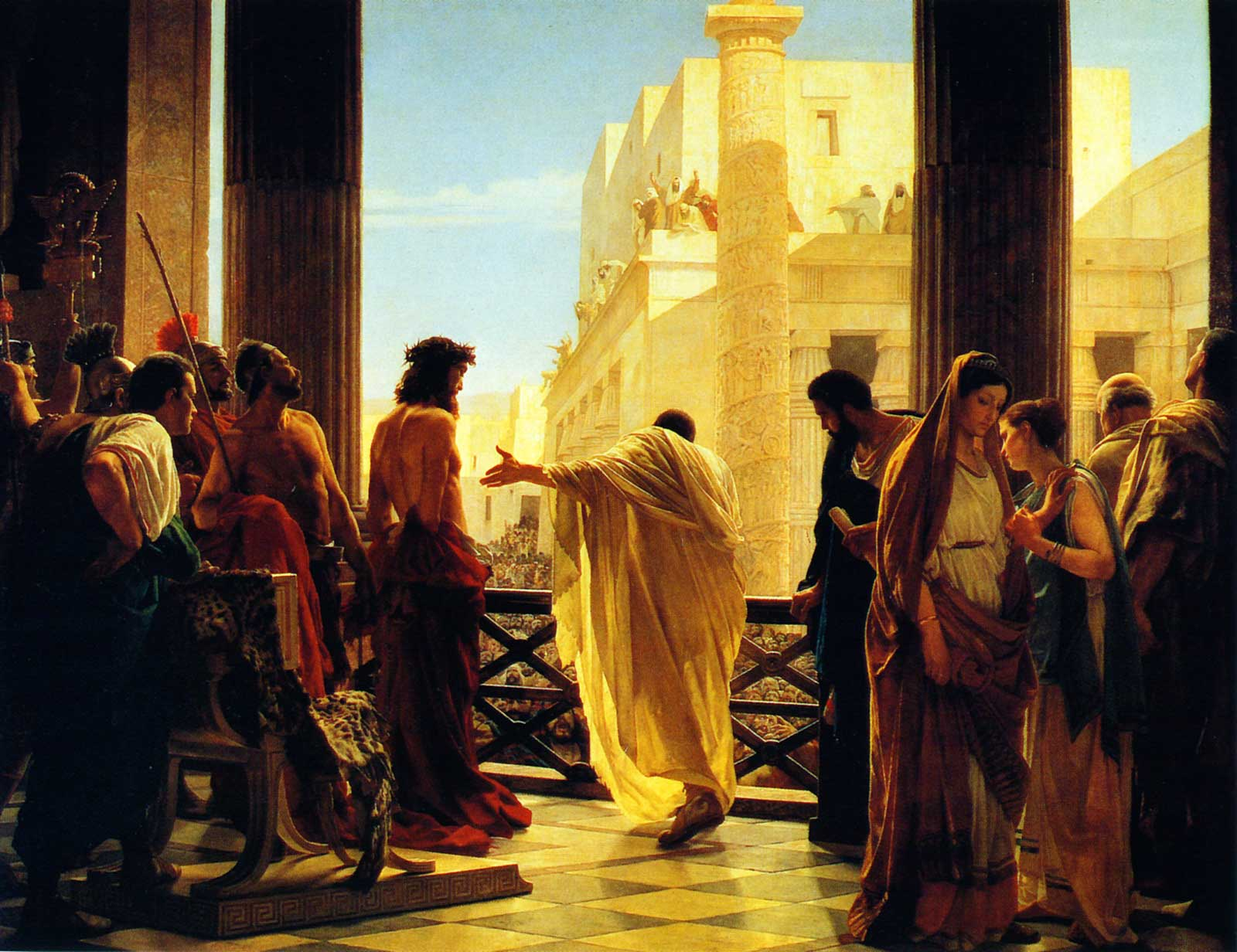
Antonio Ciseri Ecce Homo

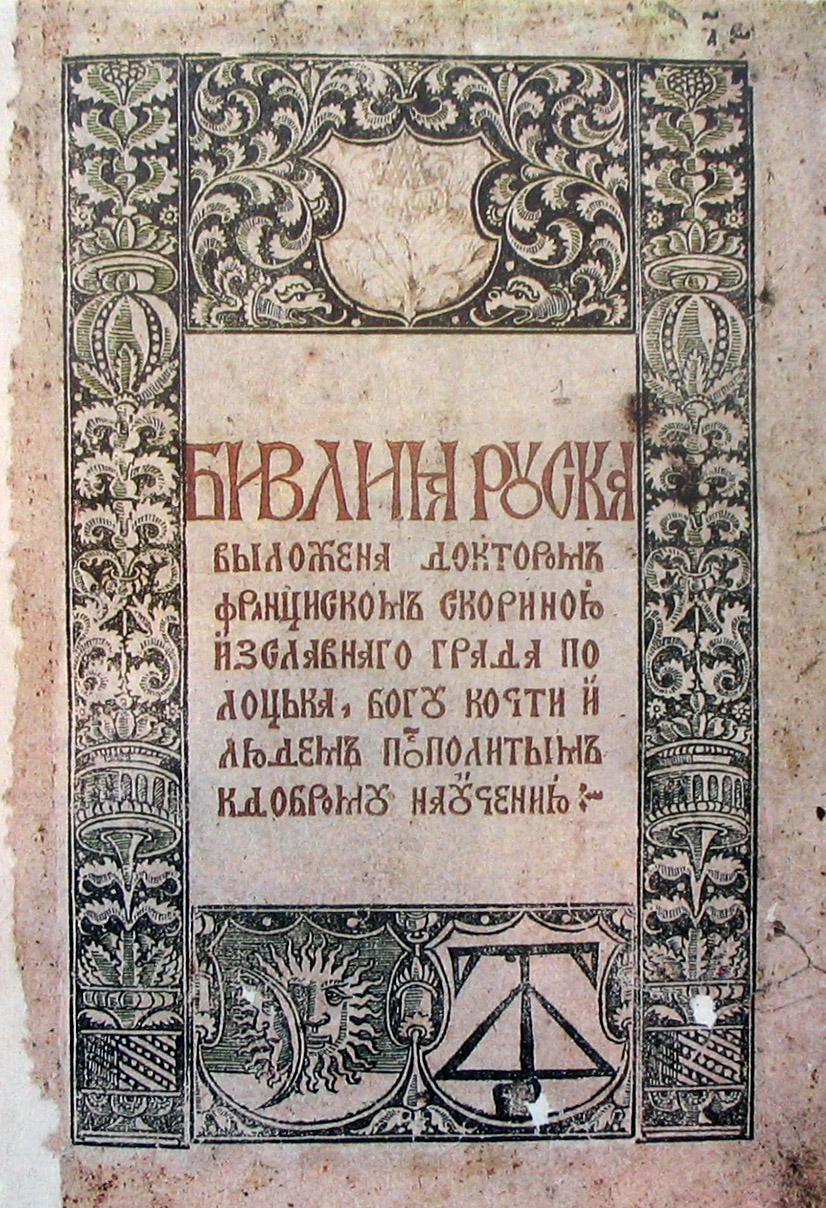
Białoruski przekład Skaryny

Praca Hieronima była rewolucyjna, ponieważ udało mu się obalić autorytet Septuaginty w Kościele łacińskim. Ponadto dokonany przezeń przekład zdobył sobie opinię najlepszego tłumaczenia w starożytności. Przekład wywarł także wpływ na dalsze kształtowanie się terminologii kościelnej i rozwój idei teologicznych. Jednak w pewnym stopniu przyczynił się do powiększenia różnic między Kościołem zachodnim a wschodnim, w którym grecka Septuaginta była od początku w wielkim poszanowaniu.
W średniowieczu w Europie Zachodniej żadne dzieło literackie nie odegrało takiej roli jak Wulgata. Odcisnęła ona piętno na literaturę, sztukę (zwłaszcza sakralną), muzykę, język i codzienne życie aż po renesans i reformację. Późnośredniowieczna łacina bazowała na języku Wulgaty, a wiele terminów łacińskich weszło do nowożytnych języków europejskich za jej pośrednictwem (creatio, salvatio, testamentum, regeneratio), prawie nie zmieniając swego znaczenia. Inne terminy zmieniły swoje znaczenie, jak np. niemiecki termin Orgeln pochodzi od organa Wulgaty.
W wiekach VII–VIII w północnej Anglii powstały kaligrafowane i kunsztownie zdobione rękopisy Wulgaty – dzieło mnichów iroszkockich. Wśród nich wyróżniają się trzy: Kodeks Amiatyński, nazywany „najpiękniejszą książką na świecie”, Księga z Kells oraz Codex Lindisfarnensis. Powstały w XIII wieku Codex Gigas jest jednym z największych rękopisów wszech czasów. Już we wczesnym średniowieczu pojawiają się w sztuce takie tematy jak Noli me tangere i Ecce homo. Tematy te przewijają się w rzeźbie, grafice i w malarstwie ściennym. Zwroty te były już stosowane przez przekłady starołacińskie, weszły jednak do sztuki za pośrednictwem przekładu Hieronima. W Wj 34,35 nieosamogłoskowany tekst hebrajski stosuje termin „krn” na opisanie wyglądu twarzy Mojżesza. Po dodaniu samogłosek można utworzyć „karan” (świecić), jak i „keren” (róg). Wulgata zastosowała ten drugi odczyt i znalazło to swój oddźwięk w rzeźbie Michała Anioła, przedstawiającej Mojżesza z rogami na czole.
Boska komedia, Dekameron, Utopia i inne wielkie dzieła literackie cytują Wulgatę. Tekst Wulgaty jest standardowym tekstem biblijnym w pismach Hobbesa, włącznie z jego najważniejszym dziełem – Leviathanem. Średniowieczne, a także nowożytne hymny kościelne tworzone były na podstawie dzieła Hieronima. Bach cytuje Wulgatę w swoim Magnificat, Joseph Haydn w Siedmiu Ostatnich Słowach Chrystusa, Hector Berlioz w Enfance du Christ, Saint-Saëns w kilku swoich dziełach.
Pierwsze przekłady na europejskie języki narodowe dokonywane były z przekładu Hieronima. W średniowieczu przetłumaczono ją na język anglo-saksoński (VII wiek), staro-górno-niemiecki (VIII/IX wiek), staro-dolno-niemiecki (IX wiek), ponadto przekład Wickliffe’a, Biblia z Delftu (1477). Wulgata była źródłem dla pierwszego przekładu Biblii na język białoruski, dokonanego przez Skarynę w latach 1517–1519.
Po soborze trydenckim Wulgata służyła w Kościele rzymskokatolickim za źródło przekładów narodowych. Z Wulgaty zostały przełożone m.in. polska Biblia Jakuba Wujka, Douay-Rheims (1582–1609) oraz Challoner-Rheims (1750). Protestanckie przekłady Biblii, pomimo iż dokonywane były z języków oryginalnych, korzystały z przekładu Hieronima. Zarówno Tyndale Bible, Coverdale Bible, Biblia Lutra, jak i King James Version wykazują zależność od Wulgaty. Protestanccy bibliści w swoich pracach w dalszym ciągu bazowali na tekście Wulgaty. Angielscy bibliści robili to jeszcze w XVII wieku, a holenderscy nawet w XVIII wieku (np. Campegius Vitringa).